# Chalcosiopsis
Chalcosiopsis är ett släkte av fjärilar. Chalcosiopsis ingår i familjen bastardsvärmare.
Kladogram enligt Catalogue of Life:
| Chalcosiopsis | \| \| Chalcosiopsis melli \| \| \| \| \| \| Chalcosiopsis quadriplaga \| \| \| \| \| \| Chalcosiopsis variata \| \| \| \| |
|               | \| \| Chalcosiopsis melli \| \| \| \| \| \| Chalcosiopsis quadriplaga \| \| \| \| \| \| Chalcosiopsis variata \| \| \| \| |
|               | Chalcosiopsis melli |
|               | |
|               | Chalcosiopsis quadriplaga                                                                                                 |
|               | |
|               | Chalcosiopsis variata |
|               | |